# Russisk løn
Russisk løn (Acer tataricum) er et lille, løvfældende træ eller en stor busk. Planten har bronzefarvede blade i løvspringet, hvidlige blomster og rødt efterårsløv. Af disse grunde og fordi planten er særdeles hårdfør, er den meget plantet i haver og parker.

## Kendetegn
Russisk løn er et lille, løvfældende træ eller en stor busk. Væksten er uregelmæssig med kort stamme og oprette hovedgrene. Barken er først lysegrøn og glat, men senere bliver den først rødlig og så brun med lyse korkporer. Gamle grene og stammen får efterhånden en grå og ru bark. Knopperne er modsat stillede, ægformede og røde. Bladene er hele og ægformede med tandet til dobbelt savtakket rand (unge individer kan have tre- til femlappede blade). Oversiden er græsgrøn med forsænkede ribber, mens undersiden er en anelse lysere. Høstfarven er orangerød til vinrød. Blomstringen foregår i maj, dvs. umiddelbart efter løvspringet. Man finder blomsterne samlet i endestillede halvskærme, og de enkelte blomster er regelmæssige og 5-tallige med hvide eller lysegrønne kronblade. Frugterne er delfrugter med vinrøde vinger, som sidder næsten parallelt eller i en meget spids vinkel.
Rodsystemet består af hovedrødder, der ligger højt i jorden, og som er fint forgrenede.
Træet når – i Danmark – en højde på ca. 5 m og en kronediameter på ca. 6 m. I Rusland findes dog eksemplarer, som er op til 15 m høje.

## Hjemsted
Russisk løn har sin naturlige udbredelse fra Østrig, Ungarn, Rusland og Ukraine gennem Tyrkiet, Kaukasus og Centralasien til Mongoliet, Korea og Kina med afslutning i Japan. Planten findes på lysåbne voksesteder i skovstepper og som skovbryn og krat med en veldrænet og kalkrig, men ofte næringsfattig jordbund.
På gravhøjene i det sydlige Ukraine ("Kurgan") findes arten i velbevarede steppesamfund sammen med bl.a. Almindelig Benved, almindelig liguster, Asperula montana (en art af mysike), buskærtetræ, dværgmandel, Festuca valesiaca, hårtotfjergræs, Inula oculus-christi (en art af alant), Koeleria cristata (en art af Kambunke), korbær, Nepeta parviflora (en art af katteurt), sibirisk klokke, småbladet elm, sommeranemone, spansk hybenrose, våradonis og østrigsk gyvel

## Underarter
- Acer tataricum subsp. aidzuense
- Ildløn (Acer tataricum subsp. ginnala)
- Acer tataricum subsp. semenovii
- Acer tataricum subsp. tataricum
- Acer tataricum subsp. tataricum var. torminaloides

## Galleri
|  |  |  |  |

## Note
1. ↑  Ivan Ivanovychmoysiyenko og Barbara Sudnik-Wójcikowska: Flora of kurgans in the Pontic herb(-rich) grass steppe zone in Ukraine – grundig undersøgelse af floraen på gravhøjene (engelsk)